# Springhazen
Springhazen (Pedetidae) zijn een familie van knaagdieren die voorkomt in Afrika. De familie omvat het levende geslacht Pedetes en enkele uitgestorven geslachten. 

## Taxonomie
De positie die de springhazen innemen in het taxonomische systeem was lange tijd omstreden. Vroeger werden de dieren dikwijls als grote, afwijkende soorten jerboa's (Dipodidae) gezien, maar later werd dit idee verworpen. Tegenwoordig worden springhazen, dankzij genetische studies, als aparte familie gezien, Pedetidae, en hetzij tot de onderorde Sciurognathi en de infraorde Anomaluromorpha gerekend (Sciurognathi-Hystricognathi-systeem), hetzij tot de onderorde Anomaluromorpha (McKenna & Bell). In ieder geval zijn ze waarschijnlijk het nauwste verwant aan het uitgestorven geslacht Parapedetes en aan de stekelstaarteekhoorns (Anomaluridae). Hoewel ze een aantal kenmerken delen met de Hystricognathi, is dat waarschijnlijk een voorbeeld van convergente evolutie.

## Fossiel voorkomen
De eerste springhazen ontwikkelden zich in het Mioceen. Met name uit Namibië en Kenia zijn verschillende soorten van fossiel bekend. Namibië kende in het Mioceen een grote diversiteit aan springhazen, behorend tot vier geslachten. De oudst bekende Namibische springhazen zijn Parapedetes en Propedetes uit de 21 miljoen jaar oude afzettingen van Elisabethfeld. Eveneens uit het Mioceen zijn Megapedetes en Oldrichpedetes. In Plioceen verscheen Pedetes gracilis, een verwant van de moderne springhaas. Megapedetes kwam ook buiten Afrika voor met de soorten M. aegaeus uit Griekenland en Turkije en M. pentadactylus uit Saudi-Arabië.